# Phryninae
Sous-famille
Les Phryninae sont une sous-famille d'amblypyges de la famille des Phrynidae.

## Distribution
Les espèces de cette sous-famille se rencontrent dans le sud de l'Amérique du Nord, en Amérique centrale, aux Antilles et dans le nord de Amérique du Sud.

## Liste des genres
- Acanthophrynus Kraepelin, 1899
- Paraphrynus Moreno, 1940
- Phrynus Lamarck, 1801
- †Electrophrynus Petrunkevitch, 1971

## Publication originale
- Blanchard, 1852 : Arachnides. L'organisation du Règne Animal, seconde édition, volume 2, Paris, p. 1-232.